# ان‌جی‌سی ۴۰۲
ان‌جی‌سی ۴۰۲ (انگلیسی: NGC 402) ستاره‌ای در صورت فلکی ماهی است که در ۷ اکتبر ۱۸۷۴ میلادی توسط لارنس پارسونز کشف شد.